# Constanze Moserová-Scandolová
Constanze Moserová-Scandolová (* 4. července 1965 Výmar), rodným příjmením Scandolová, je bývalá východoněmecká rychlobruslařka.
Na velkých závodech mezinárodní scény debutovala v roce 1986, když nastoupila do závodů Světového poháru. V roce 1988 se poprvé objevila na Mistrovství Evropy, kde skončila na čtvrtém místě, a na světovém vícebojařském šampionátu, na kterém dojela na sedmé příčce. Měla startovat na Zimních olympijských hrách 1988, kvůli zranění ale do závodu na 1500 m nenastoupila. V sezóně 1988/1989 zvítězila v celkovém pořadí Světového poháru v závodech na 1500 m, získala stříbro na evropském šampionátu a zlato na Mistrovství světa. Další cenný kov, bronzovou medaili, přidala o rok později na světovém šampionátu. Po porodu dcery Elisy dne 27. listopadu 1990 definitivně ukončila sportovní kariéru.